# 代替医療一覧
代替医療一覧（だいたいいりよういちらん）は、代替医療の一覧表。

## あ・か
- アーユルヴェーダ　（インド）
- アプライドキネシオロジー
- アレクサンダー・テクニーク
本来は俳優などの教育手法の一であるが、リハビリテーションに応用する場合がある[要出典]
- アロマテラピー　（西洋）
- 按摩　（中国・日本）
- エネルギー療法
- オーラセラピー
- オステオパシー
- 音楽療法
- 温泉療法
- 温熱療法
「がんの高周波ハイパーサーミア療法」は医療行為（健康保険適用）
- カイロプラクティック　（米国）
- 海洋療法
- 漢方医学　（中国）
- 気功　（中国）
- 灸　（中国・日本）
- キレート療法
民間療法。
- クレイセラピー

## さ・た
- 催眠療法
- 指圧
- 自然療法（英: Natural remedies）
- 手技療法
- スピリチュアルヒーリング
- 鍼灸
- 柔道整復　（日本）
- 整骨療法
- 整体
- セラピューティック・タッチ
- チベット医学
- 中医学
- 東洋医学

## な・は
- バッチフラワー
- ハーブ療法
- 鍼
- ホメオパシー
- 日本さくら式整体
- 日本武道医学

## ま・や・ら
- マクロビオティック
- マッサージ
- 薬膳
- ヨーガ
- ラジオニクス
- リフレクソロジー
- レイキ